# Austroicetes frater
Austroicetes frater är en insektsart som först beskrevs av Brancsik 1897.  Austroicetes frater ingår i släktet Austroicetes och familjen gräshoppor. Inga underarter finns listade i Catalogue of Life.